# Disney Princess

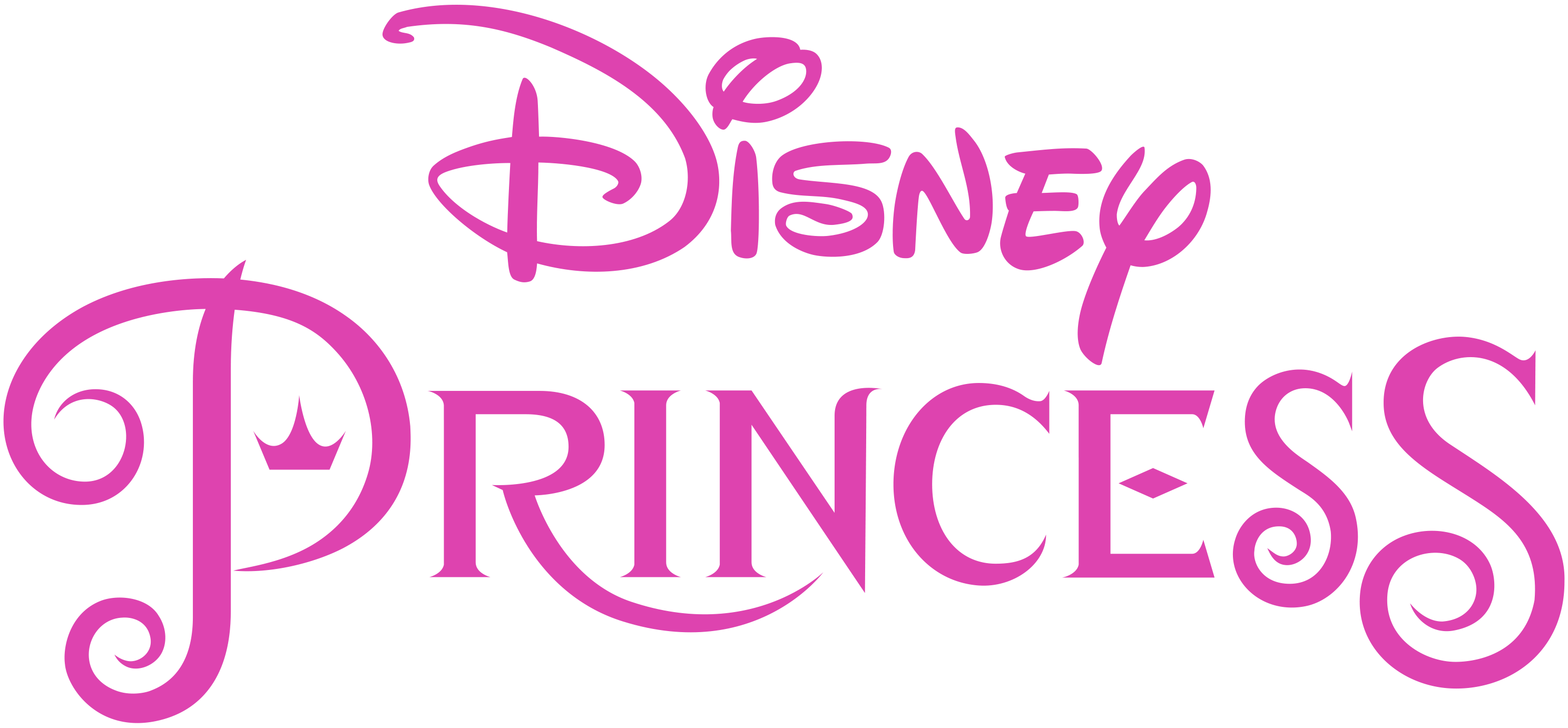
Logo van de franchise

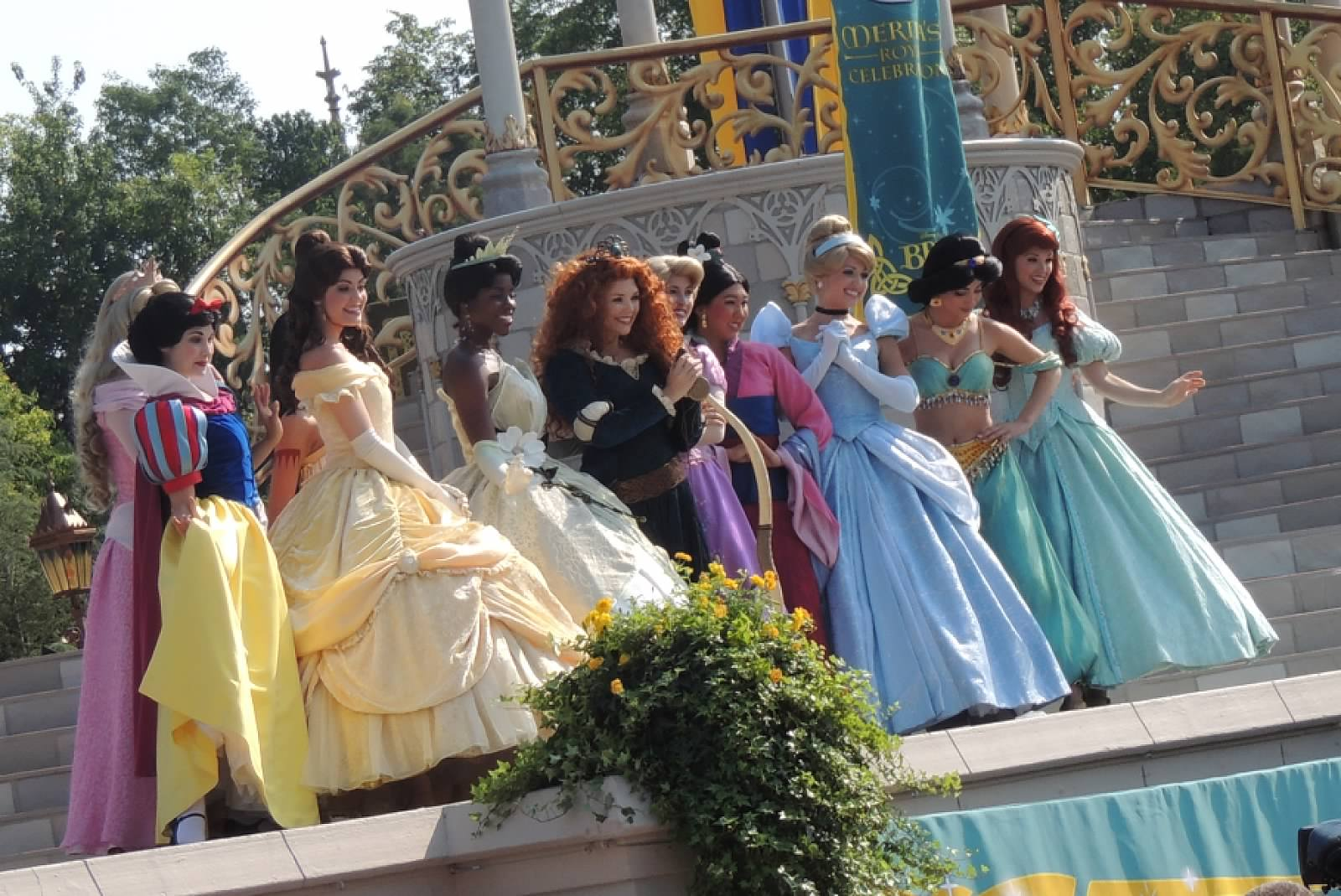
Disneyprinsessen in een themapark

Disney Princess (Disneyprinses) is een mediafranchise en speelgoedlijn die eigendom is van The Walt Disney Company. De franchise werd opgericht begin jaren 2000 en bestaat uit fictieve vrouwelijke personages die zijn verschenen in diverse Disneyfilms.

## Beschrijving
De franchise bevat niet alle prinsessen van Disney, maar is een selectie van personages uit de animatiefilms. De prinsessen worden niet gekozen om hun adellijke titel, maar hoe goed ze passen in de Prinsessenmythologie.
De franchise bestaat uit poppen, meezingvideo's, kinderkleding, schoonheidsproducten, huisdecoratie en verschillende soorten speelgoed. Bedrijven die producten vervaardigen zijn Glidden, Stride Rite, Hasbro en Fisher-Price. Naast hun optreden in animatiefilms zijn er ook stripverhalen, kleurboeken en computerspellen verschenen. Alle Disneyprinsessen zijn aanwezig in de themaparken van Disneyland.
De Disney Princess-lijn werd een zeer groot succes. In 2006 steeg de omzet van 300 miljoen dollar naar 3 miljard dollar. De franchise bestaat in 2019 uit ruim 25.000 artikelen.
Prinses Giselle uit Enchanted zou in 2008 aanvankelijk toegevoegd worden aan de franchise maar Disney zou actrice Amy Adams moeten betalen om haar beeltenis op producten te mogen gebruiken. Hierdoor werd Giselle niet toegevoegd.
Prinses Anna en Koningin Elsa uit Frozen zouden aanvankelijk ook aan de franchise toegevoegd worden in 2014, maar dankzij het overweldigende succes van de film en de hoeveelheid verkochte merchandise kreeg Frozen haar eigen productenlijn.
In 2021 lanceerde Disney een wereldwijde campagne: The Ultimate Princess Celebration ter gelegenheid van het 20-jarig bestaan van de Disney Princess Franchise. Voor deze gelegenheid werden Anna en Elsa tijdelijk samengevoegd met de andere prinsessen. Ze behielden wel de titel van Koninginnen en werden apart afgebeeld.
In augustus 2022 werd bekendgemaakt dat Raya uit Raya en de Laatste Draak als dertiende personage is toegevoegd aan de lijst van Disneyprinsessen.

## Lijst van personages
De 13 personages die onderdeel zijn van de Disney Princess-franchise zijn:
- Sneeuwwitje
- Assepoester
- Doornroosje
- Ariël
- Belle
- Jasmine
- Pocahontas
- Mulan
- Tiana
- Rapunzel
- Merida
- Vaiana
- Raya

## Lijst van films
Er zijn anno 2020 achtentwintig films gemaakt binnen deze franchise.
- Sneeuwwitje en de zeven dwergen (première: 21 december 1937)
- Assepoester (première: 15 februari 1950)
- Doornroosje (première: 29 januari 1959)
- De kleine zeemeermin (première: 15 november 1989)
- Belle en het Beest (première: 13 november 1991)
- Aladdin (première: 11 november 1992)
- De Wraak van Jafar (première: 20 mei 1994)
- Pocahontas (première: 23 juni 1995)
- Aladdin en de Dievenkoning (première: 13 augustus 1996)
- Belle en het Beest: Een Betoverd Kerstfeest (première: 11 november 1997)
- Belle en het Beest: Belle's Wonderlijke Verhalen (première: 17 februari 1998)
- Mulan (première: 6 juni 1998)
- Pocahontas II: Reis naar een Nieuwe Wereld (première: 4 augustus 1998)
- De kleine zeemeermin II: terug in de zee (première: 19 september 2000)
- Assepoester II: Dromen Komen Uit (première: 26 februari 2002)
- Mulan II (première: 1 februari 2004)
- Assepoester: Terug in de Tijd (première: 6 februari 2007)
- De kleine zeemeermin: Ariel, hoe het begon (première: 26 augustus 2008)
- De prinses en de kikker (première: 11 december 2009)
- Rapunzel (première: 1 december 2010)
- Brave (première: 22 juni 2012)
- Maleficent (première: 28 mei 2014)
- Cinderella (première: 25 maart 2015)
- Vaiana (première: 23 november 2016)
- Beauty and the Beast (première: 23 februari 2017)
- Aladdin (première: 22 mei 2019)
- Maleficent: Mistress of Evil (première: 17 oktober 2019)
- Mulan (première: 27 maart 2020)
- Raya en de Laatste Draak (première: 3 maart 2021)